# Tammy Blanchard
Tammy Blanchard (ur. 14 grudnia 1976 r.) – amerykańska aktorka.
Urodziła się w Bayonne, mieście portowym w stanie New Jersey. Debiutowała rolą bogaczki Drew Jacobs w operze mydlanej Guiding Light (1997), następnie wystąpiła w głównej roli w dokumentalnym dramacie telewizyjnym Historia Judy Garland (Life with Judy Garland: Me and My Shadows, 2001), za którą nagrodzono ją nagrodą Emmy i nominacją do Złotego Globu. Zagrała w filmach Dobry agent (The Good Shepherd, 2006), Cadillac Records (2008) i Miłość o smaku Orientu (The Ramen Girl, 2008). Grywa także w teatrze i jest laureatką Theatre World Award oraz nominacji do nagrody Tony.